# Zora (Vorname)
Zora (tschechisch: [ˈzo.ra], slowakisch: [ˈzɔ.ra]) ist ein weiblicher Vorname.

## Herkunft und Bedeutung
Der Name Zora geht auf ein süd- und westslawisches Wort zurück, das möglicherweise aus dem Arabischen stammt, und bedeutet „Dämmerung“, „Morgengrauen“.

## Verbreitung
Der Name Zora ist vor allem in Bosnien und Herzegowina, der Slowakei, Serbien, Montenegro, Kroatien, Tschechien und Nordmazedonien verbreitet. In Ungarn belegte der Name im Jahr 2021 Rang 99 der Hitliste. In Deutschland wird der Name Zora nur selten vergeben. Zwischen 2010 und 2021 erhielten nur etwa 300 Mädchen diesen Namen als ersten Vornamen.

## Varianten

### Weibliche Varianten
- Bulgarisch: Зора Sora
  - Diminutiv: Зорка Sorka
- Kroatisch: Zorana
  - Diminutiv: Zorica, Zorka
- Tschechisch
  - Diminutiv: Zorka
- Mazedonisch: Зора Zora
  - Diminutiv: Зорица Zorica, Зорка Zorka
- Serbisch: Зора Zora
  - Diminutiv: Зорица Zorica, Зорка Zorka
- Slowakisch
  - Diminutiv: Zorka
- Slowenisch: Zarja
  - Diminutiv: Zorka

### Männliche Varianten
- Kroatisch: Zoran
- Mazedonisch: Зоран Zoran
- Serbisch: Зоран Zoran
- Slowenisch: Zoran

## Namensträgerinnen und Namensträger

### Namensträgerinnen
- Zora del Buono (* 1962), Schweizer Architektin, Journalistin und Schriftstellerin
- Zora Holt (* 1975), deutsche Schauspielerin und Drehbuchautorin
- Zora Karaman (1907–1974), jugoslawische Entomologin
- Zora Klipp (* 1990), deutsche Köchin, Kochbuchautorin und Moderatorin
- Zora Klostermann (* 1987), deutsche Theater- und Filmschauspielerin
- Zora Neale Hurston (1891–1960), US-amerikanische Schriftstellerin und Folkloristin
- Zora Palová (1947–2025), slowakische Glaskünstlerin
- Zora Simčáková (* 1963), tschechoslowakische Skilangläuferin
- Zora Slokar (* 1980), Schweizer Hornistin
- Zora Thiessen (* 1980), deutsche Schauspielerin
- Zora Vesecká (* 1967), tschechische Filmschauspielerin
- Zora Young (* 1948), US-amerikanische Blues-Sängerin

Künstlername
- Zora (* 1974 als Bianca Angela Litscher), Schweizer Rapperin und Graffiti-Künstlerin

### Namensträger
- Zora Arkus-Duntov (1909–1996), US-amerikanischer Ingenieur belgischer Herkunft
- Zora Folley (1932–1972), US-amerikanischer Schwergewichtsboxer